# Oaklee Pendergast
Oaklee Pendergast (Bexley, Londres, Inglaterra, 24 de junio de 2004) es un actor británico. Es mejor conocido por sus papeles en The Impossible y The Woman in Black: Angel of Death.

## Carrera
Pendergast hizo su debut como actor en 2008, apareciendo en un episodio de EastEnders como Felix Stewart, el hijo de Jamie Stewart. En 2012, apareció en dos episodios de Casualty. En ese mismo año, hizo su debut cinematográfico, interpretando a Simon Bennett en The Impossible, que estaba basada en las experiencias reales de María Belón y su familia durante el terremoto y tsunami del Océano Índico de 2004. En 2014, Pendergast consiguió otro papel principal en la película The Woman in Black: Angel of Death.
Desde 2016, Pendergast ha trabajado en varias series de televisión: apareció en los seis episodios de la serie de televisión Camping, en cuatro episodios de Marcella, y tuvo un papel principal en la comedia de Channel 4 Home.

## Filmografía

### Películas
| Año  | Título                             | Papel         | Notas |
| ---- | ---------------------------------- | ------------- | ----- |
| 2012 | The Impossible                     | Simon Bennett |       |
| 2013 | Wer                                | Peter Porter  |       |
| 2014 | The Woman in Black: Angel of Death | Edward        |       |
| 2020 | The Show                           | Tim 1         |       |

### Televisión
| Año       | Título             | Papel                   | Notas                |
| --------- | ------------------ | ----------------------- | -------------------- |
| 2008      | EastEnders         | Felix Stewart           | 1 episodio           |
| 2012      | Casualty           | Will Forrester          | 2 episodios          |
| 2016      | Camping            | Archie                  | 6 episodios          |
| 2016      | The Missing        | Matthew de nueve años   | 1 episodio           |
| 2018      | Marcella           | Adam Evans              | 4 episodios          |
| 2019      | The Feed           | Ryan                    | 2 episodios          |
| 2019-2020 | Home               | John                    | Personaje recurrente |
| 2023      | Archie             | Joven Archie            |                      |
| 2024      | Masters of the Air | Sargento William Hinton | Miniserie            |

## Premios y nominaciones
| Año  | Obra nominada  | Premios                            | Categoría                                                                         | Resultado | Ref. |
| ---- | -------------- | ---------------------------------- | --------------------------------------------------------------------------------- | --------- | ---- |
| 2012 | The Impossible | St. Louis Film Critics Association | Mejor escena                                                                      | Ganador   |      |
| 2013 | The Impossible | Premios Young Artist               | Mejor interpretación en largometraje: actor de reparto joven de diez años o menos | Nominado  |      |